# يزتشمبية ازدرويي
يزتشمبية ازدرويي ((بالبولندية: Jastrzębie-Zdrój)) هي مدينة مع صلاحيات بووتيس ‏ تقع في بولندا في محافظة سيليزيا.[بحاجة لمصدر] يقدر عدد سكانها بـ 92,105 نسمة ومساحتها 85.44 كم2 .

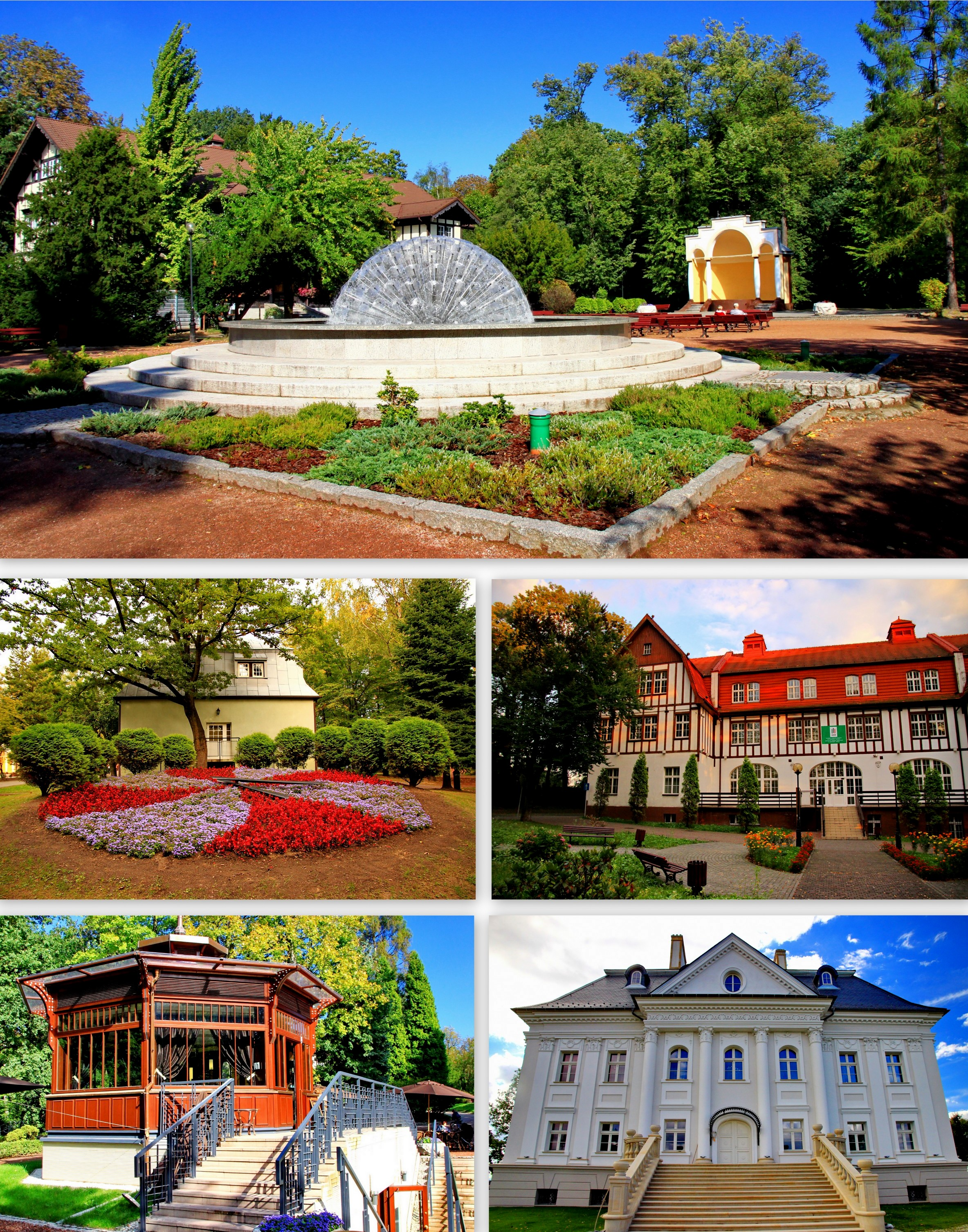
ياسترجيبي جروج
علم المدينة

تعتبر من أكبر المدن في المحافظة ويبلغ عدد سكانها 92 ألف نسمة , وتبلغ مساحتها 85 كلم مربع ,المدينة محاذية للحدود مع تشيكيا.

## المدن التوأمة
مدن إيبنبورن، توركوينغ، هافروف وكارفينا هي مدن توأمة لـيزتشمبية ازدرويي.

## أعلام
- أندزيه بيغالسكي
- كلاوديا بيليش
- كاميل غليك
- سيباستيان نواك